# Pęknięcia niegłębokie
Pęknięcia niegłębokie – wada drewna z grupy pęknięć występująca w drewnie wszystkich gatunków drzew.
Pęknięcia niegłębokie często spowodowane są przesychaniem surowca drzewnego, jak również nieprawidłowym ścięciem drzewa. Pęknięcia takie mogą być przedłużeniem listwy mrozowej jak również każdego innego pęknięcia bocznego w tym, wywołanego uderzeniem pioruna.
Pęknięcie niegłębokie jest określane w obowiązujących normach jako: pęknięcie, które w drewnie o średnicy do 70 cm nie przekracza 1/10 średnicy odpowiedniego czoła, w drewnie o średnicy większej niż 70 cm, nie jest głębsze niż 7 cm.